# Дядовци
Дядовци (болг. Дядовци) — село в Болгарии. Находится в Кырджалийской области, входит в общину Ардино. Население составляет 84 человека.

## Политическая ситуация
В местном кметстве Правдолюб, в состав которого входит Дядовци, должность кмета (старосты) исполняет Юзджан Мюмюнов Кёсев (Движение за права и свободы (ДПС)) по результатам выборов.
Кмет (мэр) общины Ардино — Ресми Мехмед Мурад (Движение за права и свободы (ДПС)) по результатам выборов.